# Шпаковський Сергій Петрович
Шпако́вський Сергі́й Петро́вич (нар.19 жовтня 1918, Святилівка — пом.23 квітня 1991, Кременчук) — радянський розвідник, Герой Радянського Союзу (1943), у роки німецько-радянської війни командир взводу 496-ї окремої розвідувальної роти 236-ї стрілецької дивізії 46-ї армії Степового фронту.

## Біографія
Народився 19 жовтня 1918 року в селі Святилівка Глобинського району Полтавської області в сім'ї селянина. Українець. Член КПРС з 1942 року. Закінчив 7 класів. Працював у радгоспі, потім трактористом у колгоспі в Криму. У Червоній Армії з листопада 1939 року. У 1940 році Шпаковський закінчив полкову школу молодших командирів, і його призначили помічником командира взводу стрілецького полку.

## Під час війни
Учасник Радянсько-німецької війни з 1941 року. Перший бій Шпаковський прийняв на стику Полтавської та Харківської областей. Після одного з пострілів був убитий командир взводу, і Шпаковський прийняв командування на себе. Результатом бою стало підбиття гранатами 2 танків і відбито кілька атак німецької піхоти і втрата радянським взводом більше половини бійців.
У грудні 1941 року Шпаковский зі взводом зробив розвідувальний похід. Після виконання завдання розвідники пробирались по нейтральній смузі, вони зіткнулися з групою гітлерівських розвідників. Відбувся бій, у якому Шпаковський був поранений і 2 місяці пролежав у госпіталі.
З госпіталю Шпаковському не потрапив у свою частину. Він був призначений командиром взводу протитанкових рушниць. В одному з боїв бронебійники Шпаковського влаштували засідку біля моста і підбили на ньому 3 ворожі танки.

Після виходу з госпіталю у липні 1944

У 1942 році Шпаковський закінчив курси «Постріл» і був направлений на Північний Кавказ. Там він прийняв взвод 496-ї окремої розвідроти. Воював у горах, під містом Туапсе.
У березні 1943 року дивізію відвели на поповнення, а влітку перекинули на Степовий фронт.
Разом з радянськими військами 24 вересня 1943 розвідники вийшли до Дніпра. Шпаковський отримав наказ: з групою добровольців переправитися на протилежну сторону річки, уточнити сили противника, систему оборони. Також якщо вдасться — захопити плацдарм. Шпаковський відібрав 6 розвідників: Семена Хазар'яна, Миколу Чмиренко, Газрета Алієва, Никифора Маркова, Григорія Сабанова і Костянтина Зайцева.
У ніч на 26 вересня 1943 року на двох човнах вони переправилися на східний берег Дніпра в районі сіл Аули і Сошинівка Верхньодніпровського району Дніпропетровської області. Групі Шпаковського вдалося знищити гітлерівське бойову охорону на березі і увірватися в Сошинівку у той час, коли почала переправлятися стрілецька рота. Ворог був знищений в селі. Шпаковський черговий раз отримав поранення, але попри це залишився на плацдармі.
Указом Президії Верховної Ради СРСР від 1 листопада 1943 року за успішне форсування Дніпра, міцне закріплення плацдарму на правому березі річки і проявлені при цьому відвагу і геройство Шпаковського Сергію Петровичу присвоєно звання Героя Радянського Союзу з врученням ордена Леніна і медалі «Золота Зірка» (№ 1939). Тим же указом всім шістьом розвідникам групи Шпаковського також було присвоєно звання Героїв Радянського Союзу.
Пізніше Шпаковський командував ротою. У лютому 1944 року через важке поранення не зміг далі нести військову службу. З 1944 року капітан С. П. Шпаковський — в запасі.

## Повоєнні роки

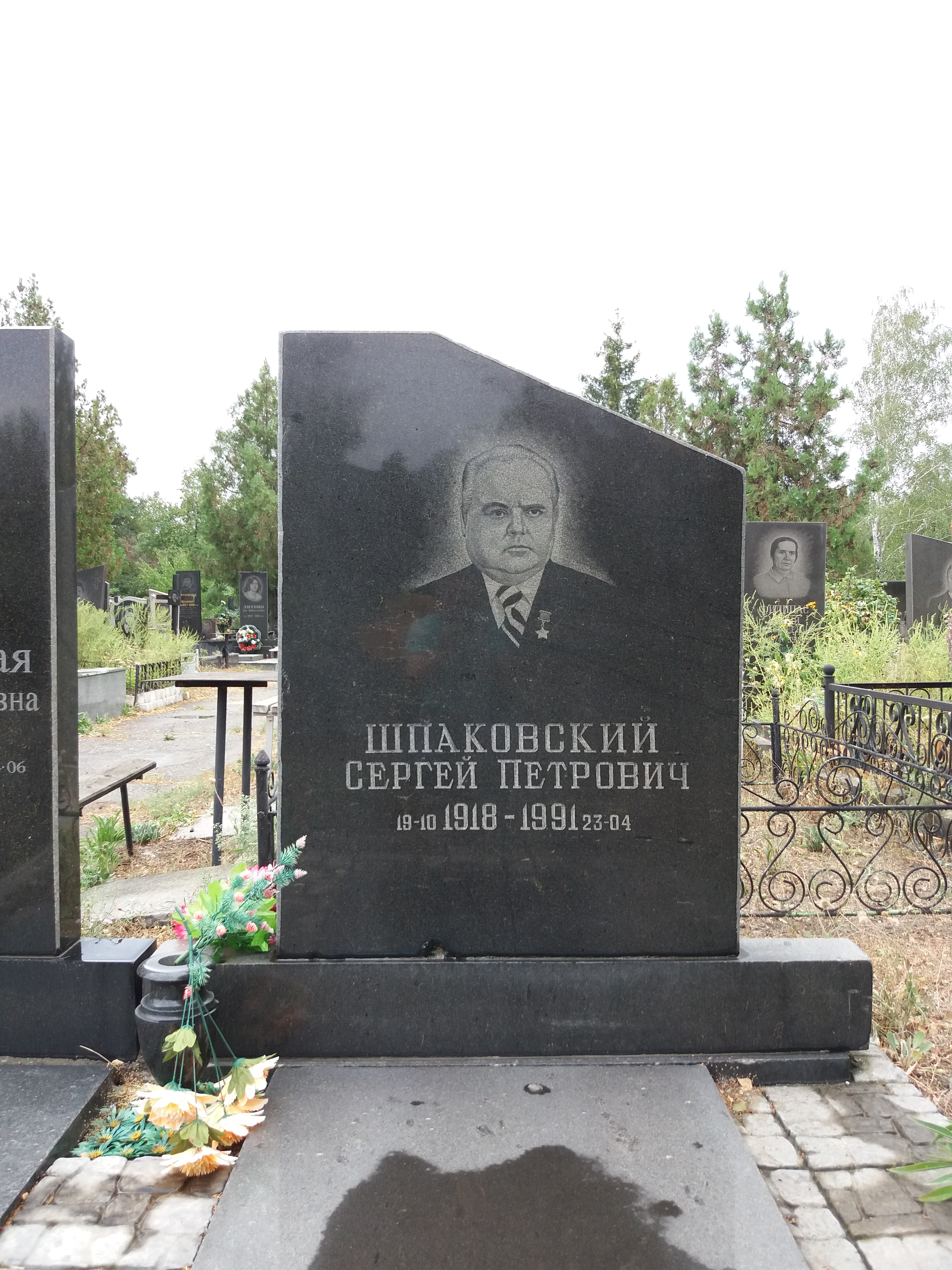
Могила С. П. Шпаковського на Новоміському кладовищі

Жив в місті Кременчук Полтавської області. Керував колгоспом, який вивів у передові. У 1948 році закінчив Харківську партшколу. Працював секретарем Кременчуцького райкому партії, потім старшим інструктором відділу кадрів ремонтно-експериментального заводу комунального устаткування. Після виходу на пенсію багато уваги приділяв військово-патріотичному вихованню молоді, був частим гостем у школах, зустрічався з допризовниками.

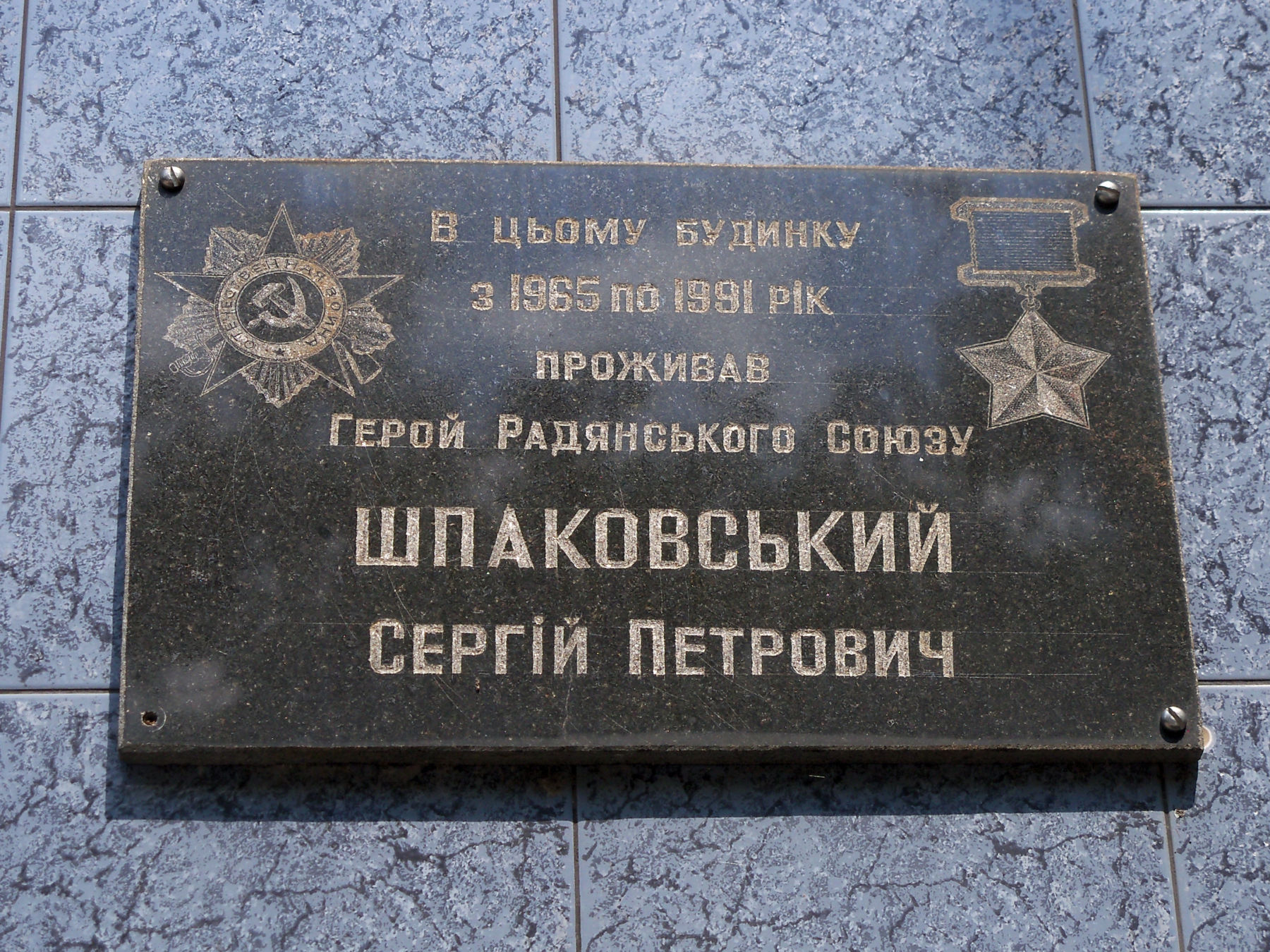
Меморіальна дошка Шпаковському С. П. у Кременчуці на будинку де він мешкав (Бульвар Пушкіна, 18)

Помер 23 квітня 1991 року. Похований на Новому кладовищі в Кременчуці.

## Нагороди
Нагороджений орденами Леніна, Червоного Прапора, Вітчизняної війни 1-го ступеня, медалями.

## Вшанування пам'яті
- У місті Кременчуці на Алеї Героїв, на граніті висічене фото та ім'я Сергія Шпаковського.
- У 2005 році на будинку, де мешкав Герой Радянського Союзу Сергій Шпаковський, встановлено меморіальну дошку з написом: "В цьому будинку з 1965 по 1991 рік проживав Герой Радянського Союзу Сергій Петрович Шпаковський"